# 268 г. пр.н.е.
268 (двеста шестдесет и осма) година преди новата ера (пр.н.е.) е година от доюлианския (Помпилийски) римски календар.

## Събития

### В Римската република
- Консули са Публий Семпроний Соф и Апий Клавдий Рус.
- Основани са латинските колонии Беневент и Ариминиум.[1] Първата, за да бъдат следени самнитите, а втората, за да защити пътя, който келтите използват често за набези към вътрешността на Италия.[2]
- Сабините получават пълни граждански права.[1]

### В Гърция
- През есента в Атина противникът на Македония Хремонид прокарва т.нар. „Декрет на Хремонид“, който обвинява македонския цар Антигон II Гонат в нарушаване на предишни договори и обявява сключването на съюз между Атина и Спарта като изброява и всички други, които застават зад тях, включително египетския цар Птолемей II.[3] Това става повод за избухването на Хремонидовата война.

## Родени
- Марк Клавдий Марцел, римски политик и военачалник (загинал през 208 г. пр.н.е. в Ханибаловата война)